# Bracia Karamazow (film 1968)
Bracia Karamazow (ros. Братья Карамазовы) – radziecki film z 1968 roku. Adaptacja powieści Fiodora Dostojewskiego o tej samej nazwie. W czasie pracy nad nią reżyser Iwan Pyrjew zmarł, a dzieło ukończyli Michaił Uljanow i Kiriłł Ławrow, grający w tym filmie role Dymitra i Iwana.

## Obsada
- Michaił Uljanow jako Dmitrij Karamazow
- Lionella Pryjewa jako Gruszeńka
- Kiriłł Ławrow jako Iwan Karamazow
- Andriej Miagkow jako Alosza Karamazow

## Nominacje
Film był nominowany do Oscara dla najlepszego filmu nieanglojęzycznego na 42. ceremonii wręczenia Oscarów.

## Wersja polska
- Reżyser dubbingu: Romuald Drobaczyński[3]